# Вулиця Степана Бандери (Кропивницький)
Вулиця Степана Бандери — вулиця у Подільському районі міста Кропивницького.
Вулиця Степана Бандери в Кропивницькому пролягає від футбольного стадіону «Зірка» до мікрорайону Велика Балка (вул. Петропавлівська). Її перетинають вулиці В'ячеслава Чорновола, Велика Перспективна, Пашутінська, Арсенія Тарковського, Михайлівська, Архангельська, Карабінерна, Кропивницького.

## Історія
Одна з 14 найперших вулиць міста. Виникла у середині XVIII ст. як Олексіївська (на честь Олексія Михайловича).
З квітня 1961 року — Гагаріна.
Сучасна назва — з липня 2024 року.
На вулиці розташована пожежна частина, на території якої існує музей пожежної справи Кіровоградщини.